# Ali Nasser Muhammad Husani
Ali Nasser Muhammad (of Mohammed) Husani - ook gespeld: Ali Nassir Muhammad Husani Arabisch: علي ناصر محمد الحسني, ʿAlī Nāṣir Muḥammad al-Ḥasanī) (Jemen, 1939) was een Zuid-Jemenitisch staatsman. Ali Nasser Muhammad behoorde tot het linkse Nationale Bevrijdingsfront (NLF), dat direct na de onafhankelijkheid van 30 november 1967 aan de macht kwam. Sindsdien was Muhammad - een van de leiders van het NLF - lid van het politbureau van het front.
Op 2 augustus 1971 werd Muhammad minister-president. Na de juni-staatsgreep van 1978 werd president Salem Ali Rubayyi afgezet en werd Muhammad voorzitter van de Republikeinse Raad (= president van de republiek Zuid-Jemen). Daarnaast bleef hij premier. Zijn bewind werd gekenmerkt door een gematigde koers en hij leunde zeker tijdens zijn eerste ambtsperiode sterk op de Sovjet-Unie (de voornaamste bondgenoot van Zuid-Jemen). In december 1978 werd hij echter aan de kant geschoven door de marxistische Abdel Fattah Ismail, die het beleid van zijn voorganger te revisionistisch vond. Doch in 1980 wist Muhammad Ismail tot aftreden te dwingen en werd hij opnieuw voorzitter van de Republikeinse Raad en tevens secretaris van de Jemenitische Socialistische Partij (JSP), de opvolger van het NLF.
Tijdens zijn bewind verbeterde Ali Nasser Muhammad de betrekkingen met Oman, Saoedi-Arabië en Noord-Jemen.
In 1985 werd Muhammad in opdracht van de USSR als premier vervangen door Haidar Abu Bakr al-Attas. Abdel Fattah Ismail wist echter in de loop van 1985 zijn positie opnieuw te versterken. Dit leidde in januari en februari 1986 tot een kortstondige maar hevige burgeroorlog. Ismail werd verslagen en gedood, maar door de aanhoudende burgeroorlog vluchtte Muhammad naar Noord-Jemen, terwijl premier al-Attas het presidentschap naar zich toe trok.
Ali Nasser Muhammad werd vervolgens bij verstek ter dood veroordeeld. Pas na de eenwording van Noord- en Zuid-Jemen in 1990 kon Muhammad terugkeren en werd zijn terdoodveroordeling ongedaan gemaakt.